# Boeing F-47
|  | Denne artikel beskriver en fremtidig begivenhed Denne artikel eller sektion handler om planlagt eller forventet fremtidig begivenhed. Der kan forekomme spekulativ information, og indholdet kan ændres dramatisk når begivenheden nærmer sig og mere information bliver tilgængelig. |

Boeing F-47 er et kommende sjettegenerations kampfly, der skal udvikles af Boeing til United States Air Force (USAF) under programmet Next Generation Air Dominance (NGAD). Embedsmænd fra USAF har fortalt, at testflyvninger er blevet udført siden 2020 og luftvåbnet sigter mod at anvende det inden årtiets udgang, når det bliver det første amerikanske sjettegenerations jagerfly.
Koncepttegninger af F-47 har en vis lighed med Boeing X-36 og Boeing F-A-XX.

## Udvikling
F-47-programmet er en del af USAF Next Generation Air Dominance-initiativet, som har til formål at erstatte den aldrende F-22 Raptor-flåde. Initiativet forestiller sig en gruppe af kollaborative kampfly (engelsk Collaborative Combat Aircraft, CCA), hvor F-47 tjener som den centrale bemandede platform understøttet af ubemandede kollaborative kampfly.
Den 21. marts 2025 meddelte den amerikanske præsident Donald Trump, at F-47 ingeniør- og produktionsudviklingskontrakten, til en værdi af mere end $20 milliarder, ville blive tildelt Boeing.
Air Force stabschef general David Allvin har udtalt at F-47 forventes at blive benyttet i felten ved udgangen af Trumps embedsperiode i begyndelsen af 2029.

## Design
David Allvin har udtalt at F-47 vil have "betydeligt længere rækkevidde, mere avanceret stealth, være mere bæredygtig, støtbar og have højere tilgængelighed end vores femte generations jagerfly" - det vil sige F-22 og F-35 Lightning II. David Allvin har også udtalt, at F-47 ville "koste mindre" end F-22'eren, blive anskaffet i større antal, være "mere tilpasningsdygtig til fremtidige trusler" og "vil tage betydeligt mindre mandskab og infrastruktur at implementere".
F-47 forventes at inkorporere avancerede stealth-funktioner, sensorfusion og evnen til at koordinere operationer med dronesværme, alt sammen beregnet til at give en fordel i kamp.